# Illice ruficollis
Illice ruficollis är en fjärilsart som beskrevs av William Schaus 1896. Illice ruficollis ingår i släktet Illice och familjen björnspinnare. Inga underarter finns listade i Catalogue of Life.